# Махавір-Джаянті
Махавір-Джаянті (Mahavir Jayanti) — найважливіший фестиваль у джайнізмі, що відзначає день народження Махавіри, останнього Тіртханкара. Він нородився у 13 день зростаючого місяця  чайтра, в 599 або 615 році до н. е. (школа діґамбарів підтримує другу дату, а школа светамбарів — першу). За григоріанським календарем, свято проводиться наприкінці березня або на початку квітня.
Під час фестивалю джайнські храми прикрашають прапорами. Вранці цього дня проводять ритуальне обмивання ідола Махавіри, так звану церемонію абохістек. Після цього його поміщяють на ноші й обносять навколишні райони. Мешканці підносять учасникам процесії дари у вигляді молока, рису, фруктів, води. Всюди проводяться лекції про шлях добродійності, люди моляться та медитують. Під час свята проводяться церемоніальні викуплення корів із боєн. Багато джайнів проводять свята у паломництві до храмів Ґірнар і Палітана в Ґуджараті.